# Владімір Даріда
Владімір Даріда (чеськ. Vladimír Darida, нар. 8 серпня 1990, Соколов) — чеський футболіст, півзахисник клубу «Аріс» (Салоніки) та національної збірної Чехії.

## Клубна кар'єра
У дорослому футболі дебютував 2008 року виступами за команду клубу «Вікторія» (Пльзень), в якій протягом двох сезонів взяв участь лише у 4 матчах чемпіонату.
Граючи за «Вікторію» зацікавив, втім, представників тренерського штабу клубу «Банік» (Соколов), до складу якого приєднався на умовах піврічної оренди на початку 2011 року.
Повернувшись до «Вікторії» з оренди влітку 2011 року, став на регулярній основі залучатися до її основного складу. Протягом сезону 2011/12 відіграв за пльзенську команду 22 матчі в національному чемпіонаті.
В кінці серпня 2013 року перейшов в німецький «Фрайбург».

## Виступи за збірні
З 2011 року залучався до складу молодіжної збірної Чехії. На молодіжному рівні зіграв у 5 офіційних матчах, забив 3 голи.
2012 року дебютував в офіційних матчах у складі національної збірної Чехії. Наприкінці травня того ж року гравця, що мав в активі лише одну гру за національну збірну, було включено до її заявки для участі у фінальній частині чемпіонату Європи 2012 року.

## Титули і досягнення
- Чемпіон Чехії (1):

«Вікторія» (Пльзень): 2012-13
- Володар Кубка Чехії (1):

«Вікторія» (Пльзень): 2009-10
- Володар Суперкубка Чехії (1):

«Вікторія» (Пльзень): 2011